# Дигидроксиацетон
Дигидроксиацетон (глицерон, ацетоза, 1,3-дигидроксипропанон-2) — моносахарид из группы триоз с эмпирической формулой C3H6O3. Является простейшим представителем кетосахаров (кетоз) и единственным представителем группы кетотриоз.

## Строение молекулы
Дигидроксиацетон, будучи самым простым из всех кетоз, не имеет асимметрического атома углерода (хирального центра) и, как следствие, не обладает оптической активностью. В кристаллическом состоянии и в свежеприготовленном водном растворе дигидроксиацетон существует в виде циклического димера. Спустя некоторое время в растворе димер распадается.
Структурным изомером дигидроксиацетона является глицеральдегид.

## Физические и химические свойства
Дигидроксиацетон представляет собой гигроскопичное белое кристаллическое вещество, обладающее сладким вкусом и характерным запахом. Хорошо растворим в воде, гораздо хуже растворим в этиловом спирте, диэтиловом эфире, ацетоне, толуоле и других малополярных и неполярных растворителях.
Дигидроксиацетон вступает практически во все реакции, типичные для кетонов, например с фенилгидразином он дает фенилгидразон и затем озазон (тождественный озазону глицеральдегида). Присоединяет синильную кислоту, образуя гидроксинитрилы. 
В то же время, из-за того, что гидроксильные группы находится при атоме углерода, соседнем с карбонильной группой, дигидроксиацетон является сильным восстановителем и вступает в реакции, более свойственные альдегидам. Так, он взаимодействует с фуксинсернистой кислотой, восстанавливает аммиачный раствор оксида серебра(I) и фелингову жидкость (при этом происходит расщепление его молекулы).
Активными восстановителями (боргидриды или алюмогидриды щелочных металлов) дигидроксиацетон восстанавливается до глицерина.

## Биологическая роль, получение и применение
Дигидроксиацетон в фосфорилированной форме (дигидроксиацетонфосфат) принимает участие в гликолизе, являясь промежуточным продуктом метаболизма фруктозы. В биохимических реакциях под действием фермента триозофосфатизомеразы дигидроксиацетон вступает во взаимопревращения с глицеральдегидом.
Дигидроксиацетон, связывая  SO2, влияет на микробную активность в вине, поэтому его присутствие в винах нежелательно.
Способность дигидроксиацетона окрашивать кожу в тёмный цвет (цвет загара) предопределила его использование в качестве широко распространенного ингредиента в средствах для загара.
Для косметических целей дигидроксиацетон получают из растительных источников (в основном из сахарной свеклы и сахарного тростника) или из глицерина путём ферментативного окисления при помощи сорбозных бактерий.
Для целей препаративной химии дигидроксиацетон синтезируют химическим путём — мягким окислением глицерина пероксидом водорода в присутствии катализатора (диоксида марганца). Также используется более современный метод окисления глицерина кислородом воздуха  в присутствии палладия и неокупроина в качестве катализаторов.